# 신준원
신준원(1901년~1966년 6월 1일)은 대한민국의 정치인이다. 제5대 국회의원을 지냈다.

## 역대 선거 결과
|  | 15.33% |

|  | 19.07% |